# Bartolomeo Eustachi

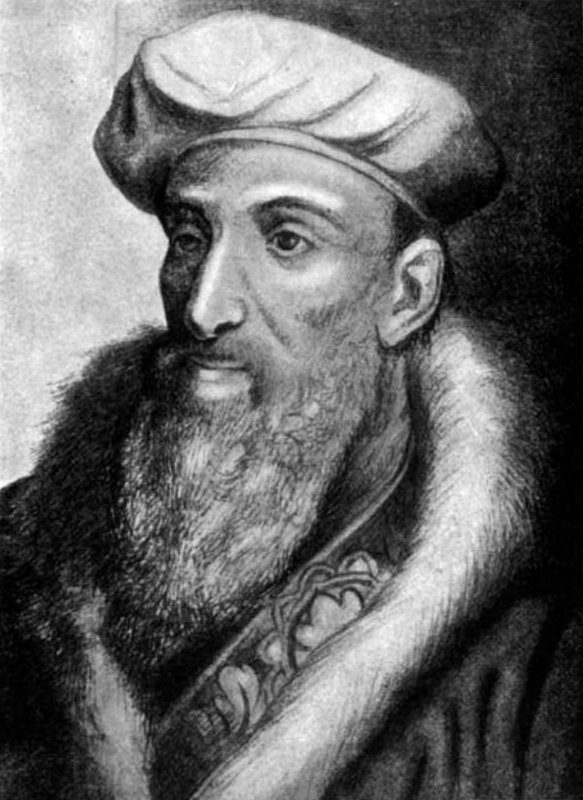
Bartolomeo Eustachi.

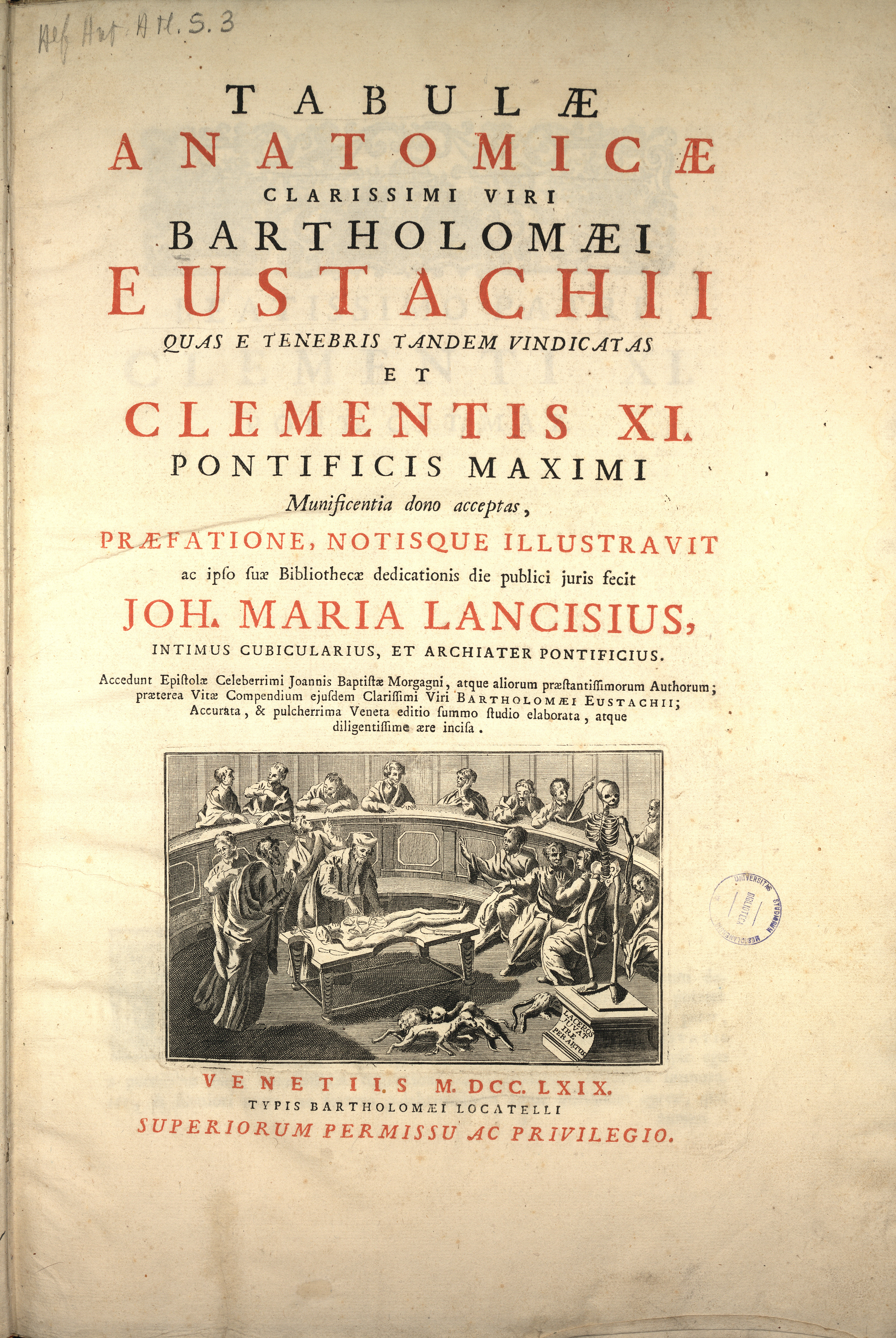
Tabulae anatomicae, 1769

Bartolomeo Eustachi (c. 1500 ou 1514 – 27 de agosto de 1574), anatomista italiano nascido em San Severino, Marche, próximo a Roma, um dos fundadores da moderna anatomia, famoso por suas descrições sobre o ouvido e o coração humanos. 
Instalado em Roma, a partir de várias dissecações fez várias descobertas e descrições de muitas formas da anatomia humana. Descreveu a trompa de Eustáquio em seu esplêndido livro manuscrito Tabulae Anatomicae (1552), o tubo que liga o ouvido médio à faringe e a válvula na embocadura da veia cava inferior, a válvula de Eustáquio, no coração. 
O livro ficou esquecido por 150 anos na Biblioteca do Vaticano e foi publicado (1714) pelo cardiologista Giovanni Lancisi. Nesse livro, além de apontar erros no livro de Andréas Vesalius, De Humani Corporis Fabrica, libri septem (1543), mais conhecido como Fabrica, o maior livro médico já publicado, também fez observações negligenciadas por Vesalius, descrevendo corretamente o rim humano, a glândula supra-renal e a trompa que liga o ouvido médio à cavidade oral, que leva seu nome. Professor de anatomia em Roma, escreveu ainda Opuscula Anatomica (1564). Não se sabe ao certo onde morreu, mas provavelmente em Roma.